# Theofrastos

Historia Plantarum 1549.

Theofrastos, grekiska Θεόφραστος Theόphrastos, latin Theophrastus, född 371 f.Kr. i Eresos på Lesbos, död 286 f.Kr. i Aten, var en grekisk filosof och naturforskare. Han var lärjunge till Platon och Aristoteles och efter den senares död (322) den peripatetiska skolans huvudman.
Auktorsnamnet Theophr. kan användas för Theofrastos i samband med ett vetenskapligt namn inom botaniken; se Wikipediaartiklar som länkar till auktorsnamnet.

## Biografi
Theofrastos efterlämnade omkring 200 skrifter av filosofiskt, etiskt och naturvetenskapligt innehåll. Av dessa torde de sistnämnda ha mest bidragit till hans stora ryktbarhet, i främsta rummet de båda botaniska verken Peri fyton historia (Περί Φυτών Ιστορίας, Om växternas historia) och Peri fyton aition (Περί Φυτών Αιτιών, Om växternas naturlära), som i nyare tid utgivits i många översättningar. Redan i Theofrastos böcker omtalas till exempel växternas könsmotsättning med exempel från dadelpalmens konstlade befruktning, likaså fikonträdens konstlade befruktning, växternas ändamålsenlighet, deras förhållande till den omgivande naturens inflytelser med mera, och det antal växter, han uppräknar, överstiger 400. Han noterade även kikärtens allelopatiska egenskaper.
Jämte Aristoteles räknas Theofrastos som "botanikens grundläggare", även om deras botanik bara på långt håll är släkt med nutidens och underlägsen till och med botaniken i 1500-talets äldsta "Kräuterbücher". I sina Etiska karaktärer visade Theofrastos förmåga till naturtrogen skildring av personligheter och blev därigenom av litteraturhistorisk betydelse.

## Svenska översättningar
- Caracterer, eller Sede-bilder af människor (anonym översättning, Stockholm, 1754)
- Jean de la Bruyère: Karaktärer och tidsbilder (Les caractères de Théophraste traduits du Grec avec les caractères ou les mœurs de ce siècle) (översättning Erik Staaff, Natur och Kultur, 1927)
- Människotyper och karaktärer (efter Gyldendals danska utgåva översatt och bearbetad av Gustaf Lundgren, Svenska bokförlaget, 1964)
- Karaktärer (översatt, fritt återberättad och kommenterad av Anders Dahlgren, Fyra krumelurer, 1995)